# Wiktor Komorowski (powstaniec warszawski)
Wiktor Bogdan Komorowski ps. „Ren” (ur. 29 listopada 1926 w Toruniu, zm. 5 sierpnia 1954 w Warszawie) – żołnierz AK.

## Młodość
Syn Wiktora i Julii z Kaczyńskich. Szkołę powszechną i pierwszą klasę gimnazjum ukończył w Toruniu. Wysiedlony w 1939 roku, z matką i bratem przeniósł się do Warszawy. Na tajnych kompletach ukończył gimnazjum. W 1942 roku wstąpił do AK, walczył w powstaniu warszawskim. Po upadku powstania mieszkał krótko w Zalesiu Górnym koło Warszawy, a następnie w Toruniu. W 1945 roku złożył dużą maturę, a w październiku rozpoczął studia na Wydziale Budowy Okrętów Politechniki Gdańskiej. Naukę kontynuował na Wydziale Elektrycznym Politechniki Wrocławskiej. Jednocześnie pracował jako instruktor TPPR we Wrocławiu.

## Działalność niepodległościowa
W 1950 roku nielegalnie przedostał się na Zachód. Przebywał w obozach dla uchodźców w Niemczech i Austrii, nawiązał kontakty z polskimi środowiskami emigracyjnymi oraz wywiadami brytyjskim i amerykańskim. Z zadaniami wywiadowczymi wraz z Włodzimierzem Turskim w grudniu 1950 roku przez Czechosłowację powrócił do Polski. Przywiózł m.in. 150 egzemplarzy broszury Dziura w żelaznej kurtynie, którą następnie rozesłał pocztą do polskich adresatów. W latach 1950–1951 wraz z Turskim jeszcze pięciokrotnie w rejonie Śnieżki nielegalnie przekraczał granicę polsko-czechosłowacką. Każdorazowo przywoził ulotki antykomunistyczne, rozsyłane następnie pocztą w Polsce i Czechosłowacji.
11 kwietnia 1951 roku przy przekraczaniu granicy polsko-czechosłowackiej zatrzymano towarzyszących mu Turskiego i Kornelię Zawuską, Komorowski zdołał uciec i dostać się do Austrii. 11 października 1952 roku przez Niemcy i NRD, w okolicach m. Forst przekroczył granicę polsko-niemiecką. Zamieszkał we Wrocławiu, zorganizował skrzynki kontaktowe – zwerbował do współpracy kilka osób. Nosił ps. „Ren”. 8 grudnia 1952 roku, ostrzeliwując się, zdołał wyrwać się z zasadzki zorganizowanej przez WUBP we Wrocławiu.

## Skazanie, śmierć
3 stycznia 1953 roku aresztowany we Wrocławiu. 24 grudnia 1953 Wojskowy Sąd Rejonowy w Warszawie w procesie pod przewodnictwem kpt. Jana Paramonowa skazał go na podstawie 7 MKK na karę śmierci (syg. akt WSR Warszawa Sr. 733/53). Rada Państwa nie skorzystała z prawa łaski. Stracony 5 sierpnia 1954 roku w więzieniu mokotowskim. Jego ojciec, Wiktor (ur. 1887), w sierpniu 1952 roku zmarł w więzieniu we Wrocławiu w niewyjaśnionych okolicznościach, a brat, Jerzy (ur. 1923), został stracony 15 kwietnia 1952 roku w więzieniu wrocławskim.
Grób symboliczny znajduje się na Cmentarzu Wojskowym w Kwaterze „na Łączce”.